# Aeropuerto de Ilo
Aeropuerto de Ilo - Gral E.P. Jorge Fernández Maldonado Solari es un aeropuerto peruano ubicado en ciudad de Ilo en el departamento de Moquegua.
Es el terminal aéreo más importante de la provincia de ilo de la región Moquegua.
El aeropuerto de Ilo tiene aprox. 65 años, inicia con vuelos de Ilo a Arequipa con parada en Mollendo, operados por la aerolínea Faucett. Posteriormente ingresó la aerolínea Satco hasta 1970 aproximadamente. El aeropuerto pasó muchos años en el olvido hasta que Corpac se hizo cargo de su administración en 1984. Actualmente se encuentra bajo la administración de CORPAC S.A.
A través de la Resolución Directoral N° 280-220-MTC/12, el Ministerio de Transportes y Comunicaciones dispuso que el aeropuerto de Ilo llevará el nombre de "Gral. EP Jorge Fernández Maldonado Solari".
Actualmente cuenta con operaciones por la aerolínea LATAM Airlines con vuelos los días lunes y miércoles desde y hacía la ciudad de Lima; se espera que para el segundo semestre del 2023 LATAM aumente las frecuencias de los vuelos de forma interdiaria lunes, miércoles y viernes para satisfacer la demanda entre ambas ciudades y volver a los niveles pre-pandemia.

## Operaciones
El aeropuerto funciona desde las 13:00 UTC hasta las 21:00 UTC, a pista posee un PCN de 49/F/B/X/T Y posee 2 operaciones cada 4 días. Posee equipos de medición meteorológica y de comunicaciones, además cuenta con tres posiciones de estacionamiento. La plataforma es de material de concreto y tiene capacidad para recibir hasta aviones tipo Boeing 737, Airbus A319, Airbus A320ceo y A320neo.

## Aerolíneas y destinos

### Aerolíneas
En el mes de abril del 2022 LATAM Airlines ha anunciado el aumento de sus frecuencias de manera paulatina al aeropuerto de Ilo (ILQ) con el fin de regresar a los niveles pre-pandemia.
Actualmente, a noviembre del 2022 las frecuencias semanales son los días lunes y miércoles; aterrizando a la ciudad de Ilo a las 7:40 para posteriormente despegar a las 8:15 rumbo a la ciudad de Lima.

En el mes de septiembre del 2021 Latam Airlines ha anunciado el aumento de sus vuelos de manera interdiaria al aeropuerto de ILO los días lunes, miércoles y viernes sin escalas previstas.

| Aerolíneas           | Ciudades             | Aeronave            | Alianza |
| -------------------- | -------------------- | ------------------- | ------- |
| LATAM Perú 1 destino | Nacionales: (1) Lima | A319, A320, A320neo | N/A     |

### Destinos nacionales
| Lima (1 destino, 1 aerolínea) |                                       |            |
| Lima                          | Aeropuerto Internacional Jorge Chávez | LATAM Perú |